# Sebastián Pérez (judoka)
Juan Sebastián Pérez Millacura (ur. 25 lipca 1993) – chilijski judoka.
Uczestnik mistrzostw świata w 2017. Startował w Pucharze Świata w latach 2010, 2011, 2014–2020, 2022 i 2023. Brązowy medalista igrzysk Ameryki Południowej w 2014 i 2018. Wicemistrz igrzysk boliwaryjskich w 2017. Piąty na mistrzostwach panamerykańskich w 2016, 2017 i 2018. Zdobył dwa medale mistrzostw Ameryki Południowej roku.